# Laboratório Fantasma

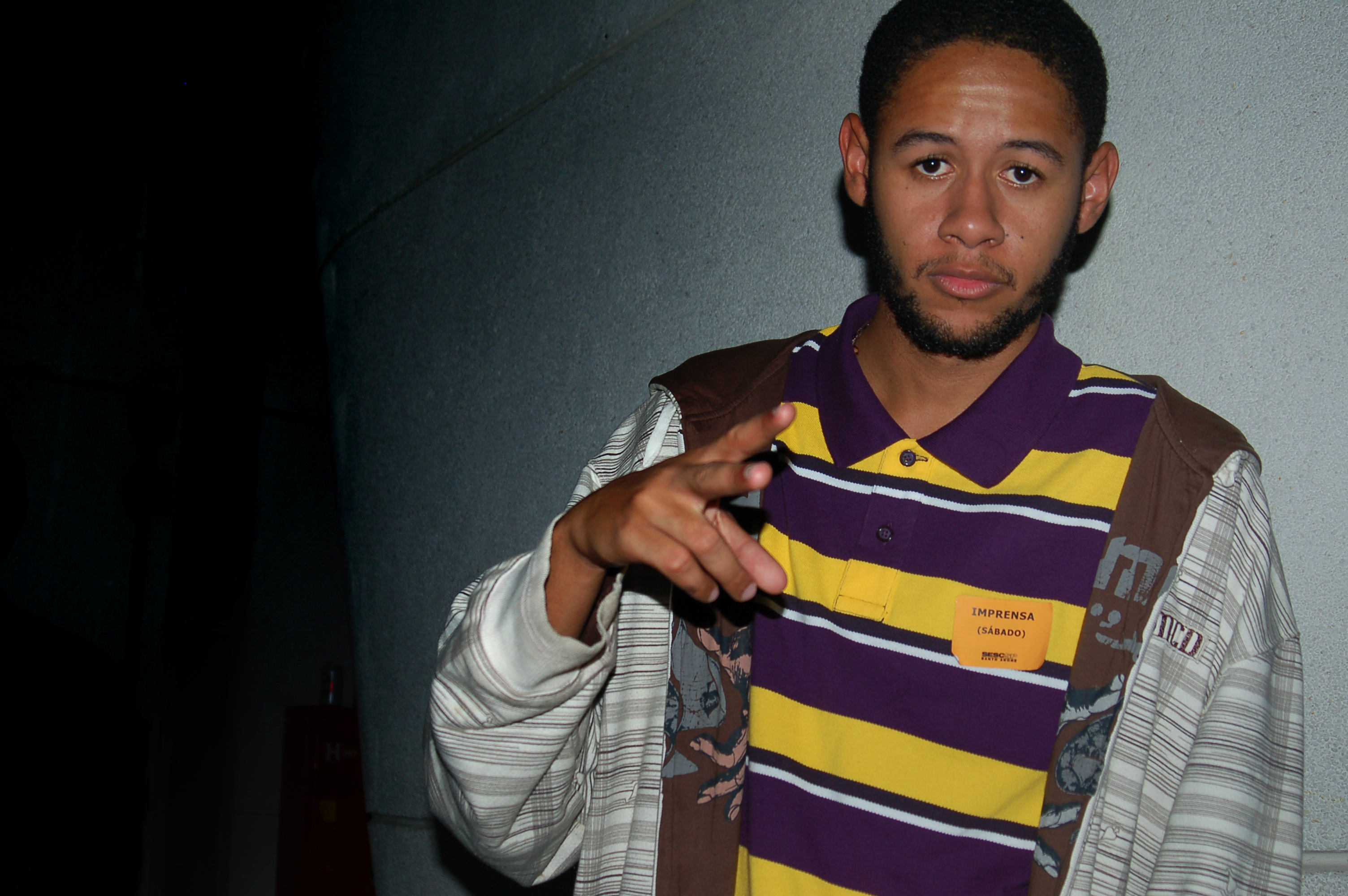
Emicida, principal artista del sello discográfico.

Laboratório Fantasma es un sello discográfico musical brasileño. 

## Historia
El inicio del sello discográfico tuvo lugar en el año 2008 con el lanzamiento del sencillo Triunfo del rapero Emicida, aún utilizando el nombre de "Na Humilde Crew", con la producción de Felipe Vassão. Poco tiempo después de obtener la venta de aproximadamente 700 ejemplares, ocurrió el lanzamiento de la mixtape Pra quem já Mordeu um Cachorro por Comida, até que eu Cheguei Longe..., del mismo artista, que vendió 3 mil ejemplares a un precio de R$ 2.00. En 2009, llegó el sencillo Besouro (enero de 2010), el EP Sua Mina Ouve Meu Rep Tamém (febrero), el sencillo Emicídio (agosto) y la mixtape Emicídio (septiembre).
En octubre de 2010 fue lanzada la mixtape del rapero Axl, intitulada Caos Pessoal.

## Artistas
- Emicida
- DJ Nyack
- Axl